# فارس حمدي
 فارس حمدي  من أبرز لاعبي القوى التونسين في الألعاب البارالمبية الصيفية 2000 و2004.

## الألعاب البارالمبية
- ميدالية ذهبية الوثب الطويل F37 في سيدني 2000.
- ميدالية ذهبية 4x400 م T35-38 في أثينا 2004.
- ميدالية ذهبية 4x400 م T35-38 في بيجين 2008.

## مواضيع ذات علاقة
- تونس في الألعاب البارالمبية الصيفية 2008
- تونس في الألعاب البارالمبية

## روابط خارجية
- فارس حمدي على موقع Paralympic.org (الإنجليزية)
- فارس حمدي على موقع IPC.InfostradaSports.com (مؤرشف) (الإنجليزية)